# Al-Jumua
Al-Jumua "A Sexta-feira" (do árabe: سورة الجمعة}) é a sexagésima segunda sura do Alcorão e tem 62 ayats.
Al-Jumu'a é um capítulo pequeno do Qur'an, de onze versos. O primeiro verso dita que tudo "declara a glória" de Deus, o segundo verso dita que deus deu "ao povo pagão (árabes) um Apostolo entre eles", em ordem a ensinar o Islamismo, o terceiro verso diz que "Ele também manda outras pessoas que ainda não ingressaram". O quinto verso compara judeus com mulas carregando livros, o sexto diz que judeus aguardam a morte, o oitavo diz que a morte que eles aguarda irá realmente encontrá-lo. O capítulo então encerra dizendo que sextas feiras devem ser gastas em lembrança de Deus, ao invés de aproveitar "merchandise ou esporte".